# Los Banos (Stati Uniti d'America)
Los Banos è una città degli Stati Uniti d'America situata nella Contea di Merced, nello Stato della California.